# Sokollu Mehmet Pacha
Sokollu Mehmet Pacha (Mehmed-paša Sokolović en bosnien, Мехмед-паша Соколовић en serbe cyrillique, Sokollu Mehmet Paşa en turc), né vers 1505 ou 1506 à Sokolovići, près de Rudo (Bosnie-Herzégovine), mort le 11 octobre 1579 à Constantinople (Empire ottoman), fut le grand vizir de Soliman le Magnifique, de Sélim II et de Mourad III de 1565 à 1579.

## Biographie
Né dans une famille Serbe, orthodoxe de Bosnie, (Sokol en Bosniaque signifie : faucon), il fut éduqué au monastère de Mileševa où son oncle était moine. Victime de la pratique ottomane du devchirmé vers l'âge tardif de seize à dix-huit ans, il fut conduit à Edirne, converti à l'islam et devint janissaire.

### Carrière
En tant que jeune soldat, Sokollu entama une carrière prometteuse. Il excella à la bataille de Mohács et au siège de Vienne (1529).[réf. nécessaire]
Vers 1541 il monta en grade et nommé Kapıcıbaşı. En 1546, après la mort de Khayr ad-Din Barberousse, grand amiral de l'Empire ottoman, il fut promu capitan pacha de la flotte ottomane.
En 1549 il devint gouverneur-général (beylerbey) de Roumélie (la partie européenne de l'Empire ottoman).
Pendant la guerre contre la monarchie des Habsbourg en 1551, il mena l'armée ottomane en tant que commandant en chef.
Pour ses succès militaires dans la partie orientale de l'Empire et en Perse, il fut promu en 1555 troisième vizir. En 1561, il devint le deuxième vizir puis quatre ans plus tard, le 28 juin 1565, grand vizir.
Durant sa dernière entreprise militaire contre les Habsbourg, le sultan Soliman le Magnifique mourut le 6 juillet 1566 durant le siège de Szigetvár en Hongrie. Deux jours plus tard, Mehmet Pacha dirigea l'assaut ultime et remporta la bataille ; avec l'aide de l'écuyer impérial Jafar Bey et du scribe Feridun. Dans des circonstances très difficiles, il garda la mort du Sultan secrète pendant trois semaines, le temps d'envoyer un messager au futur Sultan, son beau-père Sélim II, lui demandant de se rendre immédiatement à Belgrade. Sélim II arriva à Belgrade après une quinzaine de jours. C'est alors seulement, que Mehmet Pacha annonça à l'armée que le sultan Soliman le Magnifique était mort, et que Sélim II était le nouveau sultan.
En cette époque le pouvoir de Mehmet Pacha était tellement important que, pour le diplomate autrichien, historien et fondateur des études ottomanes européennes modernes, Joseph von Hammer,il était plus juste de parler du « règne du grand vizir Sokollu » que du « règne de Sélim II »[réf. nécessaire]. Il meurt en 1579 assassiné par un musulman fanatique désirant venger la mort d'Hamza Bâlî.

### Réalisations
Sokollu Mehmet Pacha fit plusieurs dons et wakoufs sur l'ensemble du territoire de l'Empire. Il édifia la mosquée dans son village natal ainsi que plusieurs ponts en Bosnie-Herzégovine dont le pont Arslanagic à Trebinje, le pont de Zepa, le pont « Kozija Cuprija » à Sarajevo et le pont Mehmed Pacha Sokolović de Višegrad, rendu célèbre par le roman du prix Nobel yougoslave Ivo Andrić, Le Pont sur la Drina, en 1945.
Sokollu Mehmet Pacha n'a jamais édifié d'important établissement chrétien en Bosnie, mais à la mort de sa mère, il lui fit construire une église orthodoxe où il déposa son corps. Cependant, en 1557, il influença la décision du sultan de rétablir le Patriarcat serbe de Peć, dont son cousin Makarije Sokolović prit la tête.
Mehmet Pacha était calme et pacifique dans les affaires externes ; il préférait les mouvements stratégiques aux brutaux ; il ne conquit que des lieux stratégiques comme Chypre et l'île de Rhodes ; il commença également de grands travaux sur le canal de Suez et les canaux Don-Volga.

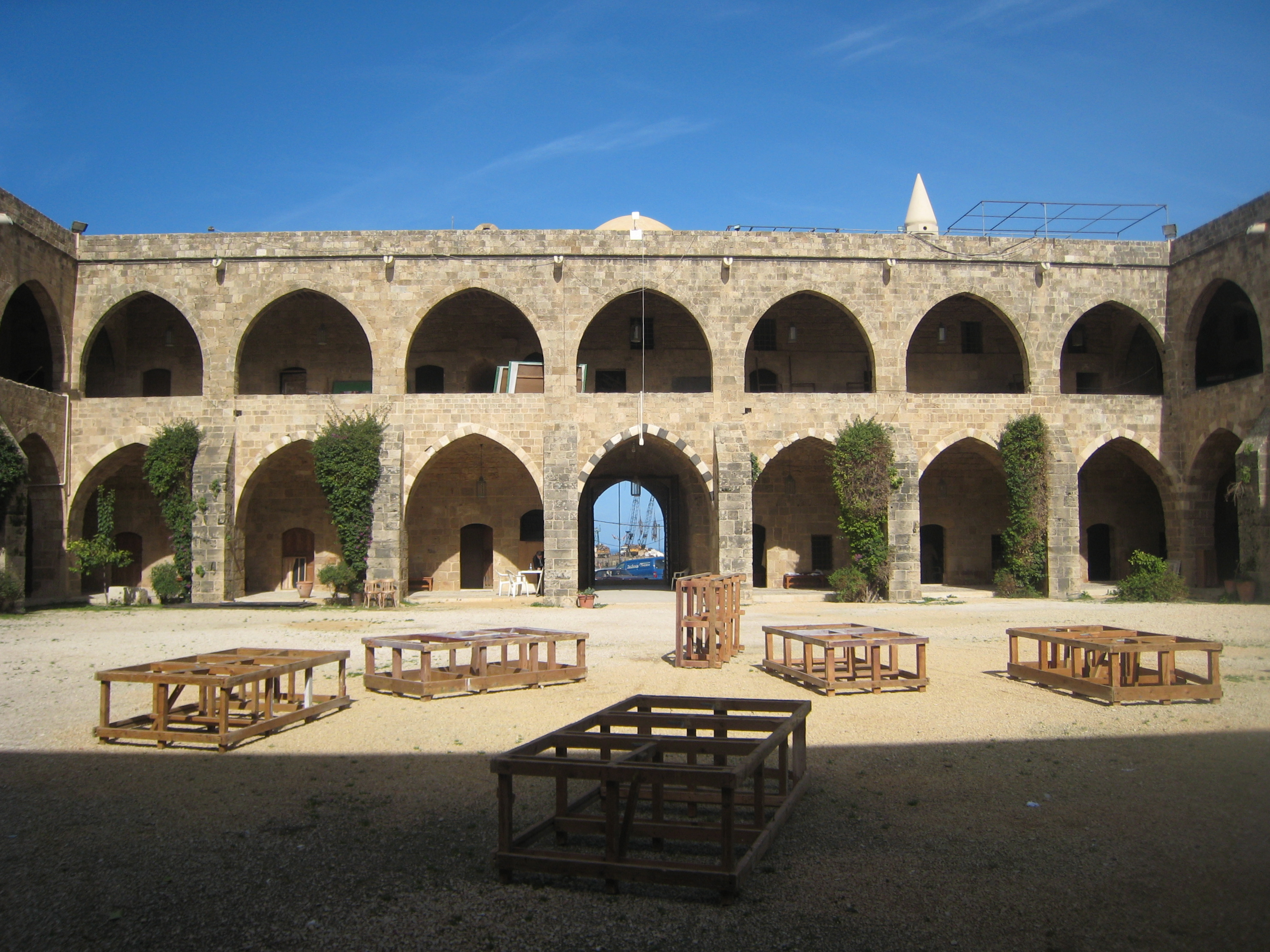
Le caravansérail des Français, à Sidon au Liban, créé par Sokollu Mehmet Pacha dans la seconde moitié du XVIe siècle.

Sokollu Mehmet Pacha a été le créateur du caravansérail khan el-Franj (le khan des Français), à Saïda, dans le Liban actuel.